# 许翔宇
许翔宇（1999年9月—），男，山西太原人，中国国际象棋棋手，国际象棋特级大师。效力于成都国象队。